# Dobšice (Znojmói járás)
Dobšice település Csehországban, a Znojmói járásban. Dobšice Znojmo, Suchohrdly és Dyje településekkel határos. Lakosainak száma 2315 fő (2024. január 1.).

## Népesség
A település lakosságának változását az alábbi diagram mutatja:
| Lakosok száma | 788  | 996  | 927  | 849  | 1636 | 2342 | 2464 | 2446 | 2329 | 2315 |
|               | 1869 | 1890 | 1921 | 1950 | 1980 | 2001 | 2017 | 2019 | 2022 | 2024 |